# Списък с епизоди на „Паднал от Марс“ (сериал, САЩ)
Това е списъкът с епизоди на американския сериал „Паднал от Марс“ с оригиналните дати на излъчване в САЩ и България.

## Епизоди
| Номер | Заглавие                                                  | Първо излъчване в САЩ | Първо излъчване в България |
| ----- | --------------------------------------------------------- | --------------------- | -------------------------- |
| 1     | Out Here in the Fields                                    | 9 октомври 2008 г.    | 26 август 2010 г.          |
| 2     | The Real Adventures of the Unreal Sam Tyler               | 16 октомври 2008 г.   | 2 септември 2010 г.        |
| 3     | My Maharishi Is Bigger Than Your Maharishi                | 23 октомври 2008 г.   | 9 септември 2010 г.        |
| 4     | Have You Seen Your Mother, Baby, Standing in the Shadows? | 30 октомври 2008 г.   | 16 септември 2010 г.       |
| 5     | Things to Do in New York When You Think You're Dead       | 6 ноември 2008 г.     | 23 септември 2010 г.       |
| 6     | Tuesday's Dead                                            | 13 ноември 2008 г.    | 30 септември 2010 г.       |
| 7     | The Man Who Sold the World                                | 20 ноември 2008 г.    | 7 октомври 2010 г.         |
| 8     | Take a Look at the Lawmen                                 | 28 януари 2009 г.     | 14 октомври 2010 г.        |
| 9     | The Dark Side of the Mook                                 | 4 февруари 2009 г.    | 21 октомври 2010 г.        |
| 10    | Let All the Children Boogie                               | 11 февруари 2009 г.   | 28 октомври 2010 г.        |
| 11    | Home Is Where You Hang Your Holster                       | 18 февруари 2009 г.   | 4 ноември 2010 г.          |
| 12    | The Simple Secret of the Note in Us All                   | 25 февруари 2009 г.   | 11 ноември 2010 г.         |
| 13    | Revenge of Broken Jaw                                     | 4 март 2009 г.        | 18 ноември 2010 г.         |
| 14    | Coffee, Tea, or Annie                                     | 11 март 2009 г.       | 25 ноември 2010 г.         |
| 15    | All the Young Dudes                                       | 18 март 2009 г.       | 2 декември 2010 г.         |
| 16    | Everyone Knows It's Windy                                 | 25 март 2009 г.       | 9 декември 2010 г.         |
| 17    | Life Is a Rock                                            | 1 април 2009 г.       | 16 декември 2010 г.        |